# Superkubok Rossii (calcio a 5)
La Superkubok Rossii è la supercoppa nazionale di calcio a 5 della Russia organizzata dalla RFU.
La formazione più titolata è il Dina Mosca che ha vinto cinque edizioni.

## Albo d'oro
| Stagione | Sede          | Vincitore     | Finalista        |
| -------- | ------------- | ------------- | ---------------- |
| 1993     | Mosca         | Dina Mosca    | Dina-MAB         |
| 1994     | Mosca         | Minkas        | Čeljabinsk       |
| 1995     | Mosca         | Dina Mosca    | Minkas           |
| 1996     | Mosca         | Čeljabinsk    | Dina Mosca       |
| 1997     | Mosca         | GKI-KSM Mosca | Dina Mosca       |
| 1998     | Mosca         | Dina Mosca    | VIZ Ekaterinburg |
| 1999     | Mosca         | Dina Mosca    | VIZ Ekaterinburg |
| 2000     | Mosca         | Dina Mosca    | Minkas           |
| 2001     | Novyj Urengoj | GKI Gazprom   | Spartak Mosca    |
| 2003     | Mosca         | Spartak Mosca | Dinamo Mosca     |
| 2016     | Ščëlkovo      | Dinamo Mosca  | Gazprom Jugra    |

## Vittorie per club
| Titoli | Squadra       | Anni                         |
| ------ | ------------- | ---------------------------- |
| 5      | Dina Mosca    | 1993, 1995, 1998, 1999, 2000 |
| 2      | Spartak Mosca | 1994, 2003                   |
| 2      | GKI-KSM Mosca | 1997, 2001                   |
| 1      | Čeljabinsk    | 1996                         |
| 1      | Dinamo Mosca  | 2016                         |